# Tatarszki járás
A Tatarszki járás (oroszul Татарский район) Oroszország egyik járása a Novoszibirszki területen. Székhelye Tatarszk.

## Népesség
- 1989-ben 20 718 lakosa volt.
- 2002-ben 19 297 lakosa volt.
- 2010-ben 40 092 lakosa volt, melyből 36 372 orosz, 872 német, 568 tatár, 292 kazah, 250 ukrán, 202 azeri, 192 cigány, 120 észt, 85 üzbég, 78 fehérorosz, 58 mari, 41 örmény, 39 ingus, 38 kirgiz, 37 csuvas, 33 mordvin, 26 tadzsik, 21 baskír, 11 lett, 11 moldáv, 10 görög stb.